# Москва-Пасажирська-Ярославська
Москва-Пасажирська-Ярославська, також Ярославський вокзал ((до 1870 — Троїцький, до 1922 — Ярославський, до 1955 — Північний) що є пасажирським терміналом станції Москва-Пасажирська-Ярославська, один з десяти залізничних вокзалів Москви, найбільший за обсягом перевезень пасажирів, щодоби обслуговуючий близько 300 пар поїздів. Ярославський вокзал входить до Московської регіональної дирекції Дирекції залізничних вокзалів
Станція Москва-Пасажирська-Ярославська Московської залізниці входить до Московсько-Курського центру організації роботи залізничних станцій ДЦС-1 Московської дирекції управління рухом. За основним застосування є пасажирською, за обсягом роботи — позакласною. Є початковим пунктом Ярославського напрямку МЗ, як частини Транссибірської магістралі. Є тупиковою (нетранзітною), але є з'їзд на Митьківську сполучну лінію.

## Історія
Перша будівля Ярославського вокзалу була побудована на цьому місці у 1862 році, поряд з першим московським залізничним терміналом.
Сьогоденна будівля вокзалу у псевдоруському стилі на Комсомольській площі була побудована у 1902—1904 роках Федором Шехтелем.

## Опис
В межі станції Москва-пас.-Ярославська входить парк Москва III на північ від по ходу, колишня самостійна станція.
Безпосередньо біля будівлі вокзалу (з північного боку) знаходяться 11 високих пасажирських платформ, у яких розташовані 16 тупикових колій. Прохід до колій для електропоїздів (західна частина) обладнано турнікетами. Східна частина — для поїздів далекого прямування. Головний хід Ярославського напрямку далі на північ до станції Митищі є чотиколійним. При відході від станції східні дві колії III і IV спеціалізовані для швидкісного руху, рух двостороннє-автоблокування працює в обидві сторони. Далі, до Митищ рух по III і IV коліям також двостороннє і від Лосіноострівської до Митищ відбувається I, II коліями.
Наступним зупинним пунктом Ярославського напрямку є пл. Москва III, частково також знаходиться в межах станції: колії III, IV і острівна платформа між ними знаходяться в парку Москва III. Колії I, II (острівна платформа) на місці зупинного пункту є вже перегоном до Лосіноострівської.
До парку Москва III в сторону від вокзалу примикає Митьковська сполучна гілка від Казанського/Рязанського напрямку МЗ, по якій прямують транзитні поїзди далекого прямування.
Трохи північніше вокзальних платформ із західного боку колій станції незалежно проходять дві приміські колії Ленінградського напрямку (головний хід Жовтневої залізниці).

## Далеке прямування по станції
| №               | Назва потяга         | Місто призначення              |
| --------------- | -------------------- | ------------------------------ |
| 001/002         | Росія                | Владивосток / Совєтська Гавань |
| 003/004         | без назви            | Пекін                          |
| 009/010         | Байкал               | Іркутськ                       |
| 011/012         | Ямал                 | Новий Уренгой                  |
| 017/018         | Кама                 | Перм                           |
| 019/020         | Восток               | Пекін Пхеньян                  |
| 021/022         | Полярна Стріла       | Лабитнангі                     |
| 023/024         | Сиктивкар            | Сиктивкар                      |
| 025/026         | Сибиряк              | Новосибірськ                   |
| 029/030         | Кузбас               | Кемерово                       |
| 031/032         | Вятка                | Кіров                          |
| 035/036         | Нижегородець         | Нижній Новгород                |
| 037/038         | Томіч                | Томськ                         |
| 049/050         | Малахит              | Нижній Тагіл / Березники       |
| 055/056         | Єнісей               | Красноярськ                    |
| 059/060         | Вологодські Зорі     | Вологда / Шар'я                |
| 065/066         | Саяни                | Абакан                         |
| 083/084         | Північний Урал       | Приоб'є                        |
| 125/126         | Шексна               | Череповець                     |
| 147/148         | Кострома             | Кострома                       |
| 315/316/317/318 | Поморьє              | Архангельськ / Сєверодвінськ   |
| 821/822         | Савва Мамонтов       | Ярославль                      |
| 827/828         | Експрес (приміський) | Ярославль                      |

## Приміське сполучення
Приміські потяги з Москва-Пасажирська-Ярославська прямують у міста Митищі, Корольов, Щолково, Моніно, Івантєєвка, Фрязіно, Пушкіно, Красноармійськ, Хотьково, Сергієв Посад, Александров.

## Ресурси Інтернету
- Расписание поездов дальнего следования [Архівовано 13 жовтня 2015 у Wayback Machine.] на Яндекс. Расписания
- Расписание пригородных поездов на Яндекс. Расписания
- Ярославский вокзал — историческая справка
- Виртуальный тур по Казанскому, Ленинградскому и Ярославскому вокзалам Москвы [Архівовано 1 березня 2012 у Wayback Machine.]